# 転機
| ウィキペディアには「転機」という見出しの百科事典記事はありません（タイトルに「転機」を含むページの一覧/「転機」で始まるページの一覧）。 代わりにウィクショナリーのページ「転機」が役に立つかもしれません。 |